# یولایزز پویریر
یولایزز پویریر (اسپانیایی: Ulises Poirier‎؛ ۲ فوریهٔ ۱۸۹۷ – ۹ مارس ۱۹۷۷) یک بازیکن فوتبال اهل شیلی بود.

## تیم ملی
وی همچنین در تیم ملی فوتبال شیلی بازی کرده است.